# Мулєво
Мулєво (рос. Мулево) — присілок Бокситогорського району Ленінградської області Росії. Входить до складу Великодвірського сільського поселення.
Населення — 0 осіб (2012 рік). 